# Todo tiene arreglo
Todo tiene arreglo va ser un programa de televisió setmanal de Canal Sur dirigit i presentat per Jordi González. El programa permetia als nens opinar sobre diferents temes relacionats amb Andalusia i els infants donaven consells a convidats i espectadors. Emès entre l'1 d'octubre de 1994 i l'11 d'agost de 1996, va estar format per 73 episodis. Al llarg de la sèrie també es va incorporar al programa Ana Ferrand com a presentadors. Es considera que va obtenir èxit d'audiència i de crítica. Va obtenir un Premi Ondas Nacionals de televisió el 1995.